# El Rosario (La Paz)
El Rosario é um município localizado no departamento de La Paz, em El Salvador. Sua população estimada em 2007 era de 16 784 habitantes.